# Late Night with Conan O’Brien
Late Night with Conan O’Brien war eine tägliche Late-Night-Show auf NBC, moderiert von Conan O’Brien. Sie feierte 1993 Premiere und lief bis zum 21. Februar 2009, als O’Brien die Show verließ, um The Tonight Show zu moderieren. Nachfolger wurde Late Night with Jimmy Fallon.

## Geschichte
Als Nachfolger der Late Night with David Letterman ging Conan O’Brien 1993 auf Sendung. 2009 galt es seitens NBC einen Nachfolger für Jay Leno und seine Tonight Show (die er 17 Jahre lang moderiert hatte) zu finden. NBC vergab den Posten an Conan O’Brien. Bis zu diesem Zeitpunkt wurden während einer Laufzeit von 16 Jahren 2725 Shows ausgestrahlt.
So wechselte O’Brien 2009 mitsamt seinem Team zur Tonight Show. Am 2. Mai 2009 entschied sich NBC für den Schauspieler Jimmy Fallon als Nachfolger für O’Brien. Der Name Late Night with, der im Besitz von NBC ist, wurde beibehalten.